# Sphagnum oligoporum
Sphagnum oligoporum là một loài rêu trong họ Sphagnaceae. Loài này được Warnst. & Cardot mô tả khoa học đầu tiên năm 1907.